# St. Marien
St. Marien (auch Sankt Marien) ist eine Gemeinde in Oberösterreich, Bezirk Linz-Land mit 5240 Einwohnern (Stand 1. Jänner 2025).

## Geografie
St. Marien liegt auf 338 m ü. A. Höhe im oberösterreichischen Zentralraum bzw. in der Raumeinheit Traun-Enns-Riedelland. Die Ausdehnung beträgt von Nord nach Süd 9 km, von West nach Ost 8 km. Die Gesamtfläche umfasste 37,6 km², womit St. Marien die zweitgrößte Gemeinde des Bezirks Linz-Land ist. Das Gemeindegebiet fällt überwiegend von Süden nach Norden ab und weist Höhenlagen zwischen 370 und 280 Meter über Normalnull auf. 2001 waren 80 Prozent des Gemeindegebietes landwirtschaftliche Nutzfläche, 11 Prozent entfielen auf Wald, 5 Prozent auf Gärten, 0,8 Prozent auf Bauflächen und 0,5 Prozent auf Gewässer. Sonstige Flächen machten drei Prozent der Gemeindefläche auf. Das Gemeindegebiet grenzt im Norden an die Stadt Ansfelden, im Osten an St. Florian, Niederneukirchen und Hofkirchen im Traunkreis, im Süden an Wolfern und Schiedlberg (beide Bezirk Steyr-Land) und im Westen an Piberbach und Neuhofen an der Krems.

### Geologie und Vegetation
Die Oberfläche des Gemeindegebietes von St. Marien wurde im Tertiär und im Quartär geformt. Im Untergrund befindet sich eine Schlierschicht, die von Deckschotter und darüber von Decklehm überlagert wird. Während der Decklehm das Ausgangsmaterial für die Bodenbildung im Gemeindegebiet ist tritt der Deckschotter nur in Erosionslagen hervor. Im Allgemeinen sind die Böden kalkarm bis kalkfrei, reagieren sauer und sind kaum erosionsgefährdet. An den Hängen herrscht gut mit Wasser versorgte pseudovergleyte, kalkfreie Lockersediment–Braunerde vor, der auf Grund seiner hohen Wasserspeicherungskraft hochwertiges Ackerland und hochwertiges Grünland darstellt. In den ebenen Bereichen besteht überwiegend wechselfeuchter Pseudogley, der als mittelwertiges Ackerland und hochwertiges Grünland genutzt werden kann. In Erosionslagen bildete der Deckenschotter überwiegend Farb-Ortsböden, die auf rund ihrer mäßigen Speicherkraft und hohen Durchlässigkeit mäßig- bis geringwertiges Ackerland und mittelwertiges Grünland darstellen. Während die fruchtbaren Böden in der Regel intensiv landwirtschaftlich genutzt werden, bestehen kaum extensiv genutzte Grünflächen. Die Waldflächen entlang der Flüsse und auf den Plateaus werden zumeist forstwirtschaftlich genutzt. Es handelt sich hierbei um Laubmischwälder oder reine Nadelwälder. Im Gemeindegebiet haben sich durch die intensive, landwirtschaftliche Nutzung kaum naturschutzfachlich wertvolle Bereiche erhalten. Lediglich strukturreiche Uferbegleitgehölze und Obstbaumwiesen übernehmen die Funktion von Trittsteinbiotopen. Räumlich kann das auf der sogenannten Traun-Enns-Platte gelegene Gemeindegebiet mit seiner hügeligen Landschaft und geringen Höhenunterschieden in mehrere Teilgebiete unterteilt werden. Im Westen befindet sich das nahezu ebene Kremstal. Ihm schließt sich östlich eine Hügel- und Tallandschaft an die durch eine Art Hochplateau in zwei Teile geteilt wird. Das deutlich reliefierte Moränenhügelland wird dabei von Bächen durchschnitten, die sich von Süden nach Norden verlaufend in die Hügellandschaft eingeschnitten haben. Das dazwischenliegende Hochplateau besitzt eine nahezu ebene Ausprägung.

### Gewässer
Im Westen bildet die Krems die Gemeindegrenze zu Neuhofen an der Krems und Ansfelden. Östlich der Krems verläuft der Sailerbach, der in der Gemeinde Schiedlberg entspringt und über St. Michael, Freiling und Pachersdorf verläuft, bevor er in die Krems mündet. Auch der Astenbach entspringt in Schiedlberg, verläuft in der Folge östlich an St. Marien vorbei und mündet bei Stein in den St. Marienbach. Dieser entspringt südöstlich von St. Marien und bildet die Gemeindegrenze zu Niederneukirchen, bevor er außerhalb des Gemeindegebietes in den Ipfbach mündet. Auch der Ipfbach entspringt in der Gemeinde Schiedlberg. Er bildet, nachdem er die Siedlung Weichstetten passiert hat, die östliche Gemeindegrenze zu Hofkirchen im Traunkreis und Niederneukirchen. Alle Bäche sind zum Teil stark von Süden nach Norden in das Gelände eingeschnitten. Die Bäche selbst sind oft überprägt und festgelegt, aber dennoch oft naturnah pendelnd oder mäandrierend und besitzen meist beidseitig geschlossene, breite Begleitgehölze. Stehende Gewässer wie Fischteiche, Löschwasserteiche und Gartenteiche sind hingegen selten.

### Gemeindegliederung
| Ortsteil        | 2001 | 2011 | 2015 | 2018 |
| --------------- | ---- | ---- | ---- | ---- |
| Grub            | 037  | 032  | 034  | 036  |
| Kimmersdorf     | 637  | 666  | 089  | 085  |
| Kurzenkirchen   | 152  | 152  | 118  | 113  |
| Niederschöfring | 066  | 063  | 067  | 064  |
| Nöstlbach       | 927  | 1171 | 1492 | 1499 |
| Oberndorf       | 104  | 183  | 093  | 086  |
| Oberschöfring   | 243  | 201  | 149  | 147  |
| Pachersdorf     | 371  | 328  | 057  | 060  |
| Pichlwang       | 182  | 184  | 175  | 172  |
| St. Marien      | 608  | 670  | 1405 | 1481 |
| Stein           | 073  | 068  | 071  | 069  |
| Thal            | 038  | 041  | 037  | 038  |
| Tiestling       | 027  | 026  | 033  | 031  |
| Weichstetten    | 675  | 824  | 826  | 888  |
| Summe           | 4140 | 4609 | 4646 | 4769 |

Die Gemeinde weist neben dem Hauptort St. Marien mit den Siedlungen Nöstlbach und Weichstetten drei größere Siedlungskerne auf. Das übrige Gemeindegebiet ist von kleineren Weilern und Einzelgehöften überwiegend ländlich geprägt.
Die Gemeinde umfasst die acht Katastralgemeinden (KG) Droissendorf (339,08 Hektar), Kimmersdorf (429,06 Hektar), Kurzenkirchen (300,47 Hektar), Nöstlbach (406,09 Hektar), Oberndorf (764,72 Hektar), Pichlwang (466,63 Hektar), Tiestling (437,95 Hektar) und Weichstetten (620,44 Hektar).
- Im äußersten Nordosten befindet sich die KG Kurzenkirchen. Sie beherbergt die gleichnamige Streusiedlung und die zugehörigen Einzelhöfe oder Einöden Aigen, Eichbauer, Feileisen und Geitzenau.
- Südlich schließt sich die zweigeteilte KG Kimmersdorf an, die im Nordwesten zudem eine Exklave besitzt. In der Katastralgemeinde liegen neben der Siedlung Kimmersdorf die ebenfalls zum Ortsteil gehörigen Einzelhöfe Heizeneder und Spenecker, das Dorf Holzhäusl (350 m ü. A.) und die Streusiedlung Orgelsdorf. In der Exklave der Katastralgemeinde liegt der Ortsteil bzw. die Streusiedlung Pachersdorf, die die Rotter Gries, die Kremsmaier-Siedlung, den Kremsmaierhof und Teile der Siedlung Nöstlbach beherbergt.
- Zwischen den beiden Teilen der KG Kimmersdorf liegt die KG Nöstlbach, in der der gleichnamige Ortsteil liegt. Neben der Siedlung Nöstlbach (291 m ü. A.) gehören die Höller-Siedlung, das Dorf Kebeldorf, der Einzelhof Mostelberger und der Weiler Öllinger zum Ortsteil Nöstlbach. Zudem liegt die Rotte Grub in der KG Nöstlbach.
- Südlich, im Zentrum der Gemeinde gelegen, schließt sich die KG Oberndorf an, die die Ortsteile St. Marien, Stein, Oberschöfring und Oberndorf beherbergt. Das Dorf St. Marien (338 m ü. A.) ist dabei der Hauptort der Gemeinde, nordöstlich von St. Marien liegt das Dorf Stein (310 m ü. A.). Die Streusiedlung Oberdorf befindet sich südwestlich von St. Marien und umfasst die auch die Einzelhöfe Gansmayr, Sperl und Sulzmayr sowie die Kirche Sankt Michael. Der Ortsteil Oberschöfring liegt östlich von Sankt Marien und setzt sich aus der Streusiedlung Oberschöfring (350 m ü. A.) den Weilern Bergern und Wögering sowie den Einzelhöfen Handleigner, Klingelmayr, Osterberger, Schachermayr und Siebmayr zusammen. Die Ortsteile Oberndorf und Oberschöfring erstrecken sich dabei auch über Teile der südlichen KG Droissendorf.
- Östlich der KG Oberndorf liegt die KG Tiestling. Sie beherbergt die Ortsteile Niederschöfring, Tiestling und Thal. Die Rotte Niederschöfring mit den Einzelhöfen Spitzhubergut und Stadlhub liegt dabei im Norden, der Weiler Tiestling im Süden und die Rotte Thal mit dem Einzelhof Wedlmayr im Süd.
- Im Osten des Gemeindegebietes liegt die KG Weichstetten mit dem gleichnamigen Ortsteil. Neben der Rotte Weichstetten (363 m ü. A.) gehören auch die Rotten Deischlried und Haid sowie die Einzelhöfe oder Einöden Buchmayr, Gansterer, Mayr, Petereder, Putz, Tiestlinger und Triehuber zum Ortsteil Weichstetten, wobei Haid bereits in der Katastralgemeinde Droissendorf liegt.
- Im Westen des Gemeindegebietes befindet sich die KG Pichlwang mit dem gleichnamigen Ortsteil. Der Ortsteil umfasst die Streusiedlung Pichlwang (350 m ü. A.) und die Einzelhöfe Brandstätter, Erber, Fleckmayr, Görg, Schnauss und Kranzhof.

Das Gemeindegebiet umfasst folgende Ortschaften (in Klammern Einwohnerzahl Stand 1. Jänner 2025):
- Grub (61)
- Kimmersdorf (157)
- Kurzenkirchen (107)
- Niederschöfring (63)
- Nöstlbach (1495)
- Oberndorf (137)
- Oberschöfring (154)
- Pachersdorf (77)
- Pichlwang (167)
- Sankt Marien (1581)
- Stein (73)
- Thal (33)
- Tiestling (26)
- Weichstetten (1109)

Der zuständige Gerichtsbezirk ist der Gerichtsbezirk Traun.

### Nachbargemeinden
| Pucking               | Ansfelden                                   | St. Florian                               |
| Neuhofen an der Krems | Kompassrose, die auf Nachbargemeinden zeigt | Niederneukirchen Hofkirchen im Traunkreis |
| Piberbach             | Schiedlberg (SE)                            | Wolfern (SE)                              |

## Geschichte

### Ortsgeschichte
Die erste urkundliche Erwähnung erfolgte 1318, die geschichtlichen Spuren sind bis ins 9. Jahrhundert zurückverfolgbar. Ursprünglich im Ostteil des Herzogtums Bayern liegend, gehörte der Ort seit dem 12. Jahrhundert zum Herzogtum Österreich. Seit 1490 wird er dem Fürstentum Österreich ob der Enns zugerechnet.
Während der Napoleonischen Kriege war der Ort mehrfach besetzt.
Seit 1918 gehört der Ort zum Bundesland Oberösterreich. Nach dem Anschluss Österreichs an das Deutsche Reich am 13. März 1938 gehörte der Ort zum Gau Oberdonau. Nach 1945 erfolgte die Wiederherstellung Oberösterreichs.

### Bevölkerungsentwicklung
2013 lebten in der Gemeinde St. Marien 4.588 Menschen, womit St. Marien im Mittelfeld der 22 Gemeinden des Bezirks lag. Mit der Bevölkerungsdichte lag St. Marien im untersten Drittel dieser Gemeinden. Ende 2001 waren 95,2 Prozent der Bevölkerung österreichische Staatsbürger (Oberösterreich 92,8 Prozent, Bezirk Linz-Land 91,4 Prozent), bis zum Jahresbeginn 2013 stieg der Wert leicht auf 96,3 Prozent (Oberösterreich 91,1 Prozent, Bezirk Linz-Land 89,0 Prozent). Insgesamt wurden 2013 in der Gemeinde 170 Ausländer gezählt, die zu 93 Prozent aus Europa stammten. Das größte Kontingent mit 54 Prozent stellten Menschen aus den EU-Ländern. 18 Prozent waren im Besitz einer Staatsbürgerschaft aus dem ehemaligen Jugoslawien (ohne Slowenien). Türkische Staatsbürger umfassten 21 Prozent. Von der Bevölkerung von St. Marien waren 2013 insgesamt 311 im Ausland geboren. Zur römisch-katholischen Kirche bekannten sich 2001 83,2 Prozent der Einwohner (Oberösterreich: 79,4 Prozent), 4,0 Prozent waren evangelisch, 9,0 Prozent ohne Bekenntnis und 2,4 Prozent islamischen Glaubens.
Der Altersdurchschnitt der Gemeindebevölkerung lag 2001 leicht unter dem Landesdurchschnitt. 20,8 Prozent der Einwohner von St. Marien waren jünger als 15 Jahre (Oberösterreich: 18,8 Prozent), 65,1 Prozent zwischen 15 und 59 Jahre alt (Oberösterreich: 61,6 Prozent). Der Anteil der Einwohner über 59 Jahre lag mit 14,1 Prozent unter dem Landesdurchschnitt von 20,2 Prozent. Der Altersdurchschnitt der Bevölkerung von St. Marien veränderte sich in der Folge in allen Segment. Der Anteil der unter 15-jährigen sank per 1. Jänner 2013 stark auf 15,9 Prozent, während sich der Anteil der Menschen zwischen 15 und 59 Jahren auf 71,8 Prozent deutlich erhöhte. Der Anteil der über 59-jährigen sank hingegen auf 12,4 Prozent. Nach dem Familienstand waren 2001 45,1 Prozent der Einwohner von St. Marien ledig, 46,6 Prozent verheiratet, 4,6 Prozent verwitwet und 3,7 Prozent geschieden.
Die Gemeinde Sankt Marien verzeichnete zwischen dem späten 19. Jahrhundert und dem Jahr 1939 praktisch kein Bevölkerungswachstum. Vielmehr schwankte die Einwohnerzahl zwischen rund 2.200 und 2.500 Einwohnern. Nach 1939 setzte ein nahezu kontinuierliches Einwohnerwachstum ein. Lediglich in den 1950er Jahren kam es kurzfristig zu einem kleinen Rückgang. Ab den 1980er Jahren steigerte sich das Bevölkerungswachstum massiv, sodass sich die Einwohnerzahl zwischen 1961 und 2013 fast verdoppelte. Die Bevölkerungsentwicklung der Gemeinde war zwischen dem Ende des 19. Jahrhunderts und dem Jahr 1971 verglichen mit dem Land Oberösterreich, insbesondere aber mit dem Bezirk Linz-Land stark unterdurchschnittlich. Erst danach wuchs die Gemeinde stärker als der oberösterreichische Durchschnitt und ähnlich wie der Bezirksdurchschnitt. Das Wachstum der Gemeinde seit 1971 ist auf eine stark positive Geburtenbilanz und eine sich immer mehr steigernde Zuwanderung zurückzuführen. War die Zuwanderung in den 1970er Jahren noch nahezu gleich hoch wie der Geburtenüberschuss, so war die Zuwanderung mehr als doppelt so hoch als der Geburtenüberschuss. Dieser Trend setzte sich auch nach 2002 fort, wobei die Zuwachsraten jedoch nicht mehr so hoch waren.

## Kultur und Sehenswürdigkeiten

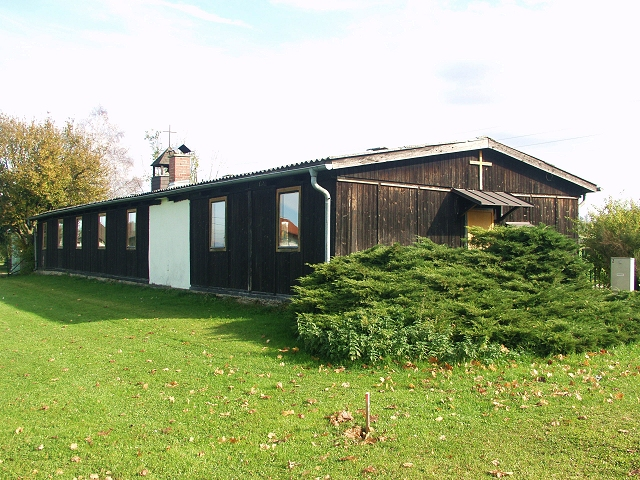
Barackenkirche im Ortsteil Nöstlbach

- Die Pfarrkirche St. Marien ist eine spätgotische netzrippengewölbte Hallenkirche mit einem Einsäulenraum als Langhaus.
- Die Pfarrkirche Weichstetten ist eine gotische Kirche aus 1509, das Langhaus wurde 1735 barockisiert.
- Die Barackenkirche Nöstlbach als Filialkirche der Pfarrkirche St. Marien ist als solche die letzte genutzte Barackenkirche Österreichs. Sie wurde 1963 aufgestellt und im Jahr 2000 renoviert.

Musik
- Seit 2007 finden im Zweijahresrhythmus die internationalen Kammermusiktage St. Marien statt. Künstlerischer Leiter ist Peter Aigner.[10]

## Wirtschaft und Infrastruktur
Die Wirtschaft in der Gemeinde ist stark auf die Landwirtschaft ausgerichtet, daneben spielt vor allem der Dienstleistungssektor und der sekundäre Sektor (Erzeugung, Bauwesen) eine Rolle. Bestimmend für St. Marien ist jedoch die hohe Zahl an Auspendlern an der erwerbstätigen Bevölkerung.

### Arbeitsstätten und Beschäftigte
St. Marien beherbergte 2001 zwei Betriebe mit 20 oder mehr Beschäftigten. Insgesamt ergab die im Rahmen der Volkszählung durchgeführte Arbeitsstättenzählung 115 Arbeitsstätten mit 416 Beschäftigten (ohne Landwirtschaft), wobei 76 Prozent unselbständig Beschäftigte waren. Die Anzahl der Arbeitsstätten war dabei gegenüber dem Jahr 1991 um 51 (plus 80 Prozent) gestiegen, die Anzahl der Beschäftigten sogar um 137 Personen (plus 49 Prozent). Wichtigster Wirtschaftszweig war 2001 der Bereich der Sachgütererzeugung mit 16 Betrieben und 90 Beschäftigten (22 Prozent aller Beschäftigten) vor dem Handel mit 28 Arbeitsstätten mit 63 Beschäftigten (15 Prozent) und dem Bauwesen mit 11 Arbeitsstätten und 57 Beschäftigten (14 Prozent). 39 Prozent der in St. Marien Beschäftigten waren Angestellte oder Beamte, 32 Prozent Arbeiter und 21 Prozent Betriebsinhaber.
Von den in St. Marien 2010 lebenden 2.690 Erwerbspersonen waren nur 2,2 Prozent arbeitslos. Von den 2.632 Erwerbstätigen waren 591 in der Sachgütererzeugung (23 Prozent), 487 im Handel (19 Prozent) und 205 im Gesundheits- und Sozialwesen (8 Prozent) beschäftigt. Weitere wichtige Branchen waren Erziehung und Unterricht sowie die Öffentliche Verwaltung mit je 8 Prozent. In der Land- und Forstwirtschaft waren noch 5 Prozent der Einwohner beschäftigt. Von den 2.581 Erwerbstätigen aus St. Marien (ohne temporär von der Arbeit abwesende Personen erwerbstätigen Einwohnern) gingen 2010 nur 478 Personen in St. Marien ihrer Beschäftigung nach. 2.103 bzw. 81 Prozent mussten zur Arbeit auspendeln. Von den Auspendlern hatten 40 Prozent ihre Arbeitsstätte im Bezirk Linz-Land und 35 Prozent in Linz. Wichtigste Auspendlergemeinden neben Linz waren Ansfelden, Traun und Neuhofen an der Krems. Im Gegenzug pendelten 680 Menschen nach St. Marien ein, wobei 56 Prozent aus dem Bezirk Linz-Land und 19 Prozent aus Linz stammten.

### Verkehr
St. Marien ist verkehrstechnisch von Südwesten (Piberbach) nach Nordosten (St. Florian) durch die Landesstraßen 1369, 1373 und 1374 erschlossen. Die Ortsteile Nöstlbach, St. Marien und Weichstetten sind von Nordwest nach Südost durch die Landesstraßen 1374, 1373, 1377 und 1378 miteinander verbunden. Die Landesstraße 1375 tangiert das Gemeindegebiet von St. Marien im Kremstal und verbindet die Stadt Ansfelden mit Neuhofen an der Krems, wobei sie an der Ortschaft Nöstlbach vorbeiführt. An dieser Landesstraße liegt auch das Gewerbebaugebiet Nöstlbach.
Im Ortsteil Nöstlbach liegt die Bahnhaltestelle „Nöstlbach – St. Marien“ der Pyhrnbahn, wo im Stundentakt Züge in Richtung Linz und Kirchdorf an der Krems fahren.

### Bildung
Im Gemeindegebiet von St. Marien befinden sich die Volksschule Weichstetten und die Volksschule St. Marien. Für die Eltern von Kindern ab drei Jahren stehen drei Kindergärten zur Auswahl: Der Pfarrcaritaskindergarten St. Marien, der Pfarrcaritaskindergarten St. Theresa in Nöstlbach und der Pfarrcaritaskindergarten Weichstetten. In St. Marien selbst und in Weichstetten gibt es einen Hort, wo die Kinder nachmittags betreut werden können.
Den Gemeindebürgern und Gemeindebürgerinnen bietet eine Bibliothek in der Ortschaft St. Marien eine Auswahl an verschiedenen Medien an.

## Politik
Der Gemeinderat hat 25 Mitglieder.

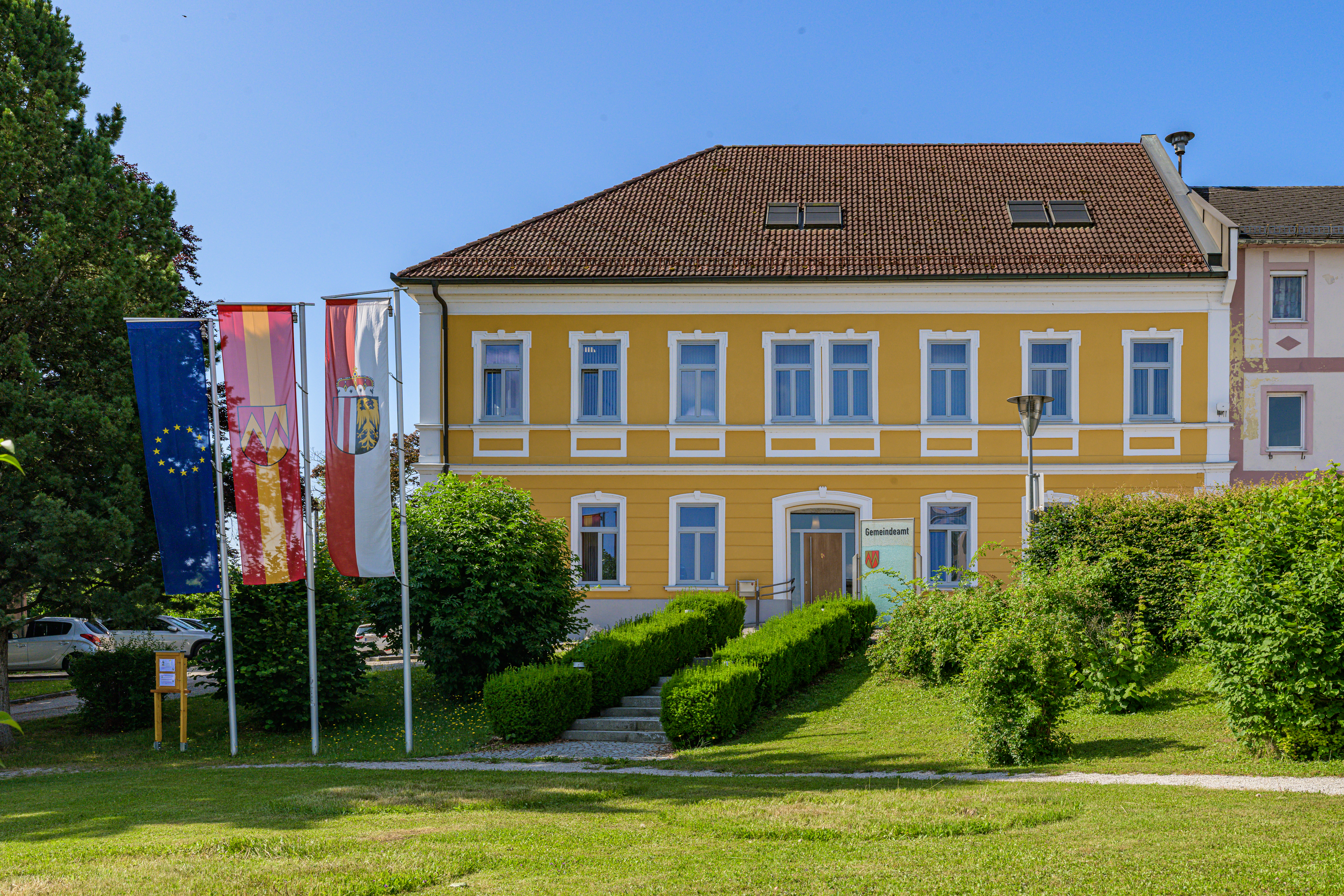
Gemeindeamt

- Mit den Gemeinderats- und Bürgermeisterwahlen in Oberösterreich 1997 hatte der Gemeinderat folgende Verteilung:
- Mit den Gemeinderats- und Bürgermeisterwahlen in Oberösterreich 2003 hatte der Gemeinderat folgende Verteilung: 12 ÖVP, 10 SPÖ, 2 GRÜNE und 1 FPÖ.
- Mit den Gemeinderats- und Bürgermeisterwahlen in Oberösterreich 2009 hatte der Gemeinderat folgende Verteilung: 17 ÖVP, 6 SPÖ und 2 FPÖ.
- Mit den Gemeinderats- und Bürgermeisterwahlen in Oberösterreich 2015 hatte der Gemeinderat folgende Verteilung: 16 ÖVP, 6 SPÖ und 3 FPÖ.
- Mit den Gemeinderats- und Bürgermeisterwahlen in Oberösterreich 2021 hat der Gemeinderat folgende Verteilung: 13 ÖVP, 6 SPÖ, 4 NEOS und 2 FPÖ.[11][12]

### Bürgermeister
- 1973–1992 Wilhelm Remplbauer (SPÖ)
- 1993–2002 Karl Aufreiter (ÖVP)
- 2003–2021 Helmut Templ (ÖVP)
- seit 2021 Walter Lazelsberger (ÖVP)[13]

### Wappen
Offizielle Beschreibung des Gemeindewappens: Von Gold und Rot gespalten mit einem Doppelsparren bis zum Schildhaupt in gewechselten Farben. Die Gemeindefarben sind Rot-Gelb-Rot.

## Persönlichkeiten

### Ehrenbürger
- Karl Aufreiter (* 1950), Bürgermeister von 1993 bis 2002 (seit 2013)[14][15]
- Helmut Templ (* 1960), Bürgermeister von 2002 bis 2021 (seit 2022)[16]

### Söhne und Töchter der Stadt
- Ignatius Schachermair (1877–1970), Benediktinerabt
- Josef Franzmair (1914–1979), Gewerkschaftssekretär, Politiker und Abgeordneter zum Nationalrat und zum Landtag
- Josef Laßl (1915–1977), Journalist, Schriftsteller und Lyriker
- Alfred Bamer (1917–1982), Komponist und Kirchenmusiker
- Friedrich Mayr (1929–2019), Graveur und Künstler
- Florian Templ (* 1988), Fußballspieler
- Florian Maier (* 1992), Fußballspieler

### Mit der Gemeinde verbundene Persönlichkeiten
- Wilhelm Remplbauer (1933–1992), Politiker (SPÖ), war Bürgermeister St. Mariens von 1973 bis 1992